# 野津原町
野津原町（のつはるまち）は、大分県の中央部にあった町である。
2005年1月1日、北海部郡佐賀関町とともに大分市へ編入し、自治体としての野津原町は消滅。

## 地理
- 河川：七瀬川

## 歴史
- 1889年（明治22年）4月1日、町村制の施行により、大分郡野津原村、福宗村、入蔵村、廻栖野村が合併して村制施行し、野津原村が発足[1][2]。旧村名を継承した野津原、福宗、入蔵、廻栖野の4大字を編成[2]。
- 1907年（明治40年）4月1日 - 野津原村と諏訪村が合併して野津原村となる。
- 1947年（昭和22年）3月1日 - 大野郡大野町大字沢田の一部（山峰、朝海）を編入。
- 1955年（昭和30年）3月31日 - 野津原村、今市村の合体合併により野津原村となる。
- 1959年（昭和34年）2月1日 - 町制が施行され野津原町になる。
- 2005年（平成17年）1月1日 - 北海部郡佐賀関町とともに大分市へ編入。

## 行政
- 町長：岡本政雄

## 地域

### 教育

#### 小学校
- 野津原町立東部小学校
- 野津原町立中部小学校
- 野津原町立西部小学校
- 野津原町立今市小学校

#### 中学校
- 野津原町立野津原中学校

#### 大学
- 大分県立看護科学大学

### 研修施設
- いまいち山荘

## 交通

### 鉄道
鉄道路線はない。大分駅より大分バス（毎時1〜2本程度）に乗車。

### 道路

#### 一般国道
- 国道442号

#### 県道
主要地方道
- 大分県道26号三重野津原線

一般県道
- 大分県道202号挟間野津原線
- 大分県道412号久住高原野津原線
- 大分県道690号湛水挾間線

## 名所・旧跡・観光スポット・祭事・催事
- 大分県県民の森
- しあわせの丘
- 大分香りの森博物館